# 比利亞溫齊
49°9′1″N 25°22′2″E / 49.15028°N 25.36722°E
比利亞溫齊（烏克蘭語：Білявинці），是烏克蘭的村落，位於該國西部捷爾諾波爾州，由喬爾特基夫區負責管轄，處於斯特里帕河右岸，分別距離舊佩特利基夫齊0.5公里和博布林齊1.5公里，面積2.07平方公里，2014年人口575。